# Liriomyza tequendamae
Liriomyza tequendamae este o specie de muște din genul Liriomyza, familia Agromyzidae, descrisă de Spencer în anul 1963.
Este endemică în Columbia. Conform Catalogue of Life specia Liriomyza tequendamae nu are subspecii cunoscute.